# Chain Pier, Brighton
Chain Pier, Brighton è un dipinto (127x183 cm) realizzato nel 1827 dal pittore John Constable. È conservato nella Tate Britain di Londra.

## Descrizione
Il dipinto mostra sullo sfondo il pontile Chain Pier di Brighton, costruito nel 1823, che dà il nome al quadro, nel mezzo di una giornata piuttosto uggiosa.
In primo piano, scene di vita quotidiana legate al mare: pescatori che riparano le reti, gente al passeggio sul bagnasciuga, una bambina che osserva una nave vicina alla spiaggia. A sinistra si intravede una costruzione dietro una vela, l'Hotel Albion, alloggio dei molti turisti che affollavano la spiaggia di Brighton, meta balneare molto frequentata all'epoca.
L'opera mette così a confronto due diverse facce della stessa epoca: in primo piano scene bucoliche e di rimando alla tradizione marinara, sullo sfondo i capolavori dell'ingegneria moderna, simbolo anche della nuova e mutata società del XIX secolo.
Il dipinto venne esposto alla Royal Academy nello stesso anno della realizzazione, il 1827: nonostante le buone critiche ricevute, rimase tuttavia invenduto.